# جلنورتشي نايتز
جلنورتشي نايتز هو نادي كرة قدم أسترالي تم إنشاؤه في سنة 1957 الميلادية